# 3粉暴利事件
3粉暴利事件（さんふんぼうりじけん、朝: 삼분폭리사건）とは、軍事政権時代（国家再建最高会議）の1962年 - 1963年の韓国において、小麦粉・砂糖・セメントを生産する通称「3粉財閥」が価格操作と脱税によって暴利を貪り、これを黙認する見返りに与党・民主共和党（共和党）が巨額の政治資金を得た事件である。

## 概要
この事件は、第3共和国体制が1963年12月からスタートした翌年の1964年1月15日、三民会代表の朴順天（民主党総裁）が国会における基調演説で暴露したことから、明らかとなった。3粉暴利による不当利得が50億ウォンを上回ると民主党は主張したが、税務当局の税務査察は中途半端に終わった。軍政時代に中央情報が起こした4大疑獄事件と共に、1963年10月の大統領選挙と翌月の国会議員選挙における共和党の政治資金を調達するために行われた事件とされている。
小麦粉暴利
製粉業者が政府から配給された小麦粉の一部を横領して不当利得を得ただけでなく、アメリカから輸入された余剰原麦を押麦にした上で醸造用として横領、暴利を得た。1963年当時の一袋（15キロ程度）あたりの小麦粉の表示価格が370ウォンだったのが、市場価格で1,200ウォンにまで跳ね上がり、製粉業者と小麦粉販売業者が荒稼ぎした金額は43億ウォンにも達した。当時、多くの国民が食糧難に喘いでいた時期だったため、国民の激しい怒りを買うこととなった。
砂糖暴利
砂糖の卸売価格を操作して、当時の韓国において国内シェアのおよそ六割ほどを占めていた三星財閥系列の第一精糖などの製糖業者が不当利得を得た。3月から12月の間で一斤あたりの砂糖の卸売価格は、35ウォン55銭から98ウォンへと高騰した。1963年当時の内需向け砂糖供給量は精糖協会の発表で3万4,000トン、価格は1斥あたりの卸売価格を平均で80ウォンとして計算しても、43檍5,200万ウォンと推定されたが、製糖業者の発表では販売高は18億ウォンに過ぎず、実際の値段と25億ウォンの違いがあった。
セメント暴利
セメント業者が輸入されたセメントの価格を操作して、9檍7000万ウォンあまりの暴利を得た。